# NGC 4518
NGC 4518 est une galaxie lenticulaire située dans la constellation de la constellation de la Vierge. NGC 4518 a été découverte par l'astronome britannique John Herschel en 1827.

## Caractéristiques
La classe de luminosité de NGC 4518 est III-IV et elle présente une large raie HI. Elle renferme également des régions d'hydrogène ionisé. Selon la base de données Simbad, NGC 4518 est une galaxie LINER, c'est-à-dire une galaxie dont le noyau présente un spectre d'émission caractérisé par de larges raies d'atomes faiblement ionisés.

### Distance
Sa vitesse par rapport au fond diffus cosmologique est de 6 877 ± 24 km/s, ce qui correspond à une distance de Hubble de 101,1 ± 7,1 Mpc (∼330 millions d'al).

### Galaxie active
NGC 4518 est une galaxie active. 

## Amas de la Vierge
La désignation VCC 1484 (Virgo Cluster Catalog) indique que NGC 4518 fait partie de l'amas de la Vierge. Il s'agit d'une erreur, car les galaxies les plus lointaines de cet amas sont celles du groupe de NGC 4235, qui sont à une distance moyenne de 110 millions d'années-lumière.